# İzzet Sürücü
İzzet Sürücü (31 gennaio 1950 – 6 gennaio 2021) è stato un cestista turco.

## Carriera
Con la Turchia ha disputato i Campionati europei del 1971.

## Palmarès
- Campionato turco: 1

Galatasaray: 1968-69